# Tomi Lahren
Tomi Lahren (/ˈtɒmi ˈlæɹən/; Rapid City, Dakota del Sur, 11 de agosto de 1992) es una presentadora de televisión y comentarista política conservadora estadounidense, que trabajó para TheBlaze. Anteriormente fue presentadora de On Point with Tomi Lahren en One America News Network.

## Infancia
Nacida con el nombre de Tomatina, Lahren creció en Rapid City, Dakota del Sur, en una familia militar de ascendencia noruega y alemana, y asistió al Central High School.  Se graduó en la Universidad de Nevada, Las Vegas en 2014. Lahren también presentó la tertulia política The Scramble para el canal de televisió de la Universidad. También fue becaria para la congresista republicana Kristi Noem, siendo la primera becaria en la oficina de Noem en Rapid City.

## Carrera
Esperando encontrar un periodo de pruebas como comentadora política, Lahren aplicó en OAN, obtuvo una entrevista, y en cambio obtuvo la oportunidad de presentar su propio programa. Se mudó a San Diego, California y empezó trabajar para OAN. Debutandoen On Point en agosto de 2014.
En julio de 2015, un vídeo de su comentario respecto del tiroteo de Chattanooga de 2015 fue ampliamente distribuido localmente y en la prensa internacional.  Con anterioridad a este acontecimiento, Lahren causó una ola más pequeña de atención en marzo de 2015 cuándo apareció en la Conferencia de Acción Política Conservadora anual, y rompió con el estereotipo de los Republicanos como "hombres viejos, ricos y blancos" en comparación con candidatos a la presidencia Democráticos como "Hillary, Elizabeth Warren, Joe Biden".
El 19 de agosto de 2015, Lahren anunció que había completado su último programa con OAN. Se mudó a Texas, y empezó un nuevo programa con TheBlaze en noviembre de 2015. del cual fue despedida luego de sus controversiales comentarios en The View

## Controversias
En febrero de 2016, Lahren criticó el espectáculo de Beyoncé en la Super Bowl cuando la cantante apoyó al Partido Pantera Negra causando controversia.  Esto fue referenciado en la canción de Pusha T "Comerciantes anónimos de droga", en la que participa el marido de Beyoncé, Jay Z.
En julio de 2016, Lahren emitió un tuit que compara el Movimiento de Black Lives Matter al Ku Klux Klan. Como resultado, decenas de miles de personas firmaron una petición en línea en Change.org pidiendo su despido.
En marzo de 2017, en una invitación al programa The View, Lahren se manifestó a favor del derecho al aborto, declarándolo consecuencia lógica de su creencia en un Estado mínimo. Esto suscitó reacciones airadas de comentaristas conservadores y causó que Lahren fuera despedida de TheBlaze. Poco después, Lahren le dijo a Playboy que ella estaba personalmente en contra del aborto.